# Vaterländischer Bauverein
Der Vaterländische Bauverein eG (VBV) ist eine 1902 gegründete Berliner Wohnungsbaugenossenschaft. Sie bewirtschaftet rund 2.100 Wohnungen in den Ortsteilen Gesundbrunnen, Frohnau und Steglitz sowie mehr als 30 Gewerbeeinheiten. Die Genossenschaft hat über 3.400 Mitglieder und beschäftigt 16 Mitarbeitende (Stand: 2020).  Besonderheit war die christliche Prägung in den Anfangsjahren. Die Genossenschaft hat das Baudenkmal Deutsche Höfe in der Hussitenstraße im Brunnenviertel im Ortsteil Gesundbrunnen errichtet.

## Geschichte

### Gründung und Anfänge (1902–1914)
Am 29. Juli 1902 gründeten 69 Mitglieder den Vaterländischen Bauverein. Die Genossenschaft war stark im kirchlichen Milieu verwurzelt: Impulsgeber der Initiative waren Mitglieder des Evangelischen Arbeitervereins, des Berliner Kartells der christlichen Gewerkschaften sowie insbesondere des Evangelischen Männer- und Jünglingsvereins der Versöhnungsgemeinde. Zu den Gründern zählten die christlich-sozialen Theologen Ernst Böhme und Reinhard Mumm, der von 1915 bis 1932 dem Aufsichtsrat vorstand. Im ersten fünfköpfigen Vorstand befand sich ein Pfarrer, unter den 15 Aufsichtsräten ein weiterer Pfarrer und ein Superintendent.
Die Satzung verband soziales Engagement – Ziel war die „Erbauung von gesunden, zweckmäßig eingerichteten und preiswerten Wohnungen für Arbeiter und Beamte“ – mit monarchistisch-nationaler Gesinnung. Die Kaisertreue zeigte sich in der Formulierung „Volk und Vaterland liebender Männer“. In der Grundsteinlegungsurkunde wurde hervorgehoben, dass das Miteigentum vermittels der Genossenschaft „Widerstand gegen manche Gefahr unserer Zeit“ stärken solle. Bemerkenswert, dass damals bereits an den Bau eines „Kinderhortes“ gedacht wurde.
Das Eintrittsgeld betrug 200 Mark und konnte in Raten zu 50 Pfennig pro Woche abgezahlt werden. 1905 waren unter den 650 Mitgliedern 140 Postbeamte, 79 Staatsbeamte, sechs städtische Beamte sowie 85 Arbeiter.

### Bau der Deutschen Höfe (1903–1904)

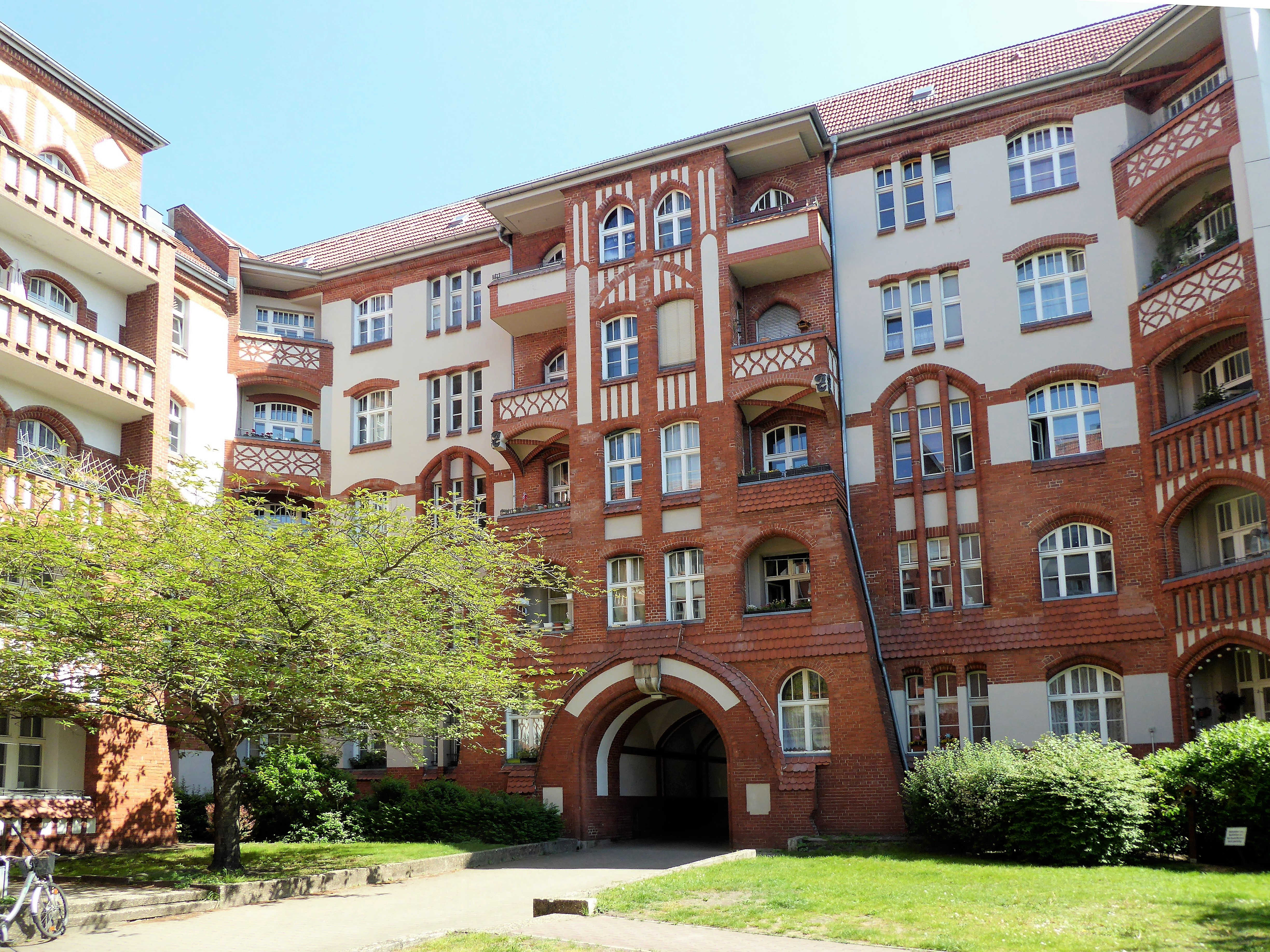
Baudenkmal Deutsche Höfe in der Hussitenstraße 4/5.

Das erste Bauprojekt war die Wohnanlage Deutsche Höfe mit sechs Innenhöfen zwischen Hussitenstraße und Strelitzer Straße. Die Höfe spiegelten Epochen der Architekturgeschichte wider. Zu den Förderern gehörten auch Politiker wie Arthur Graf von Posadowsky. Das Grundstück kostete 386.500 Mark, die Baukosten wurden mit 1.287.000 Mark veranschlagt; der größte Teil stammte aus öffentlichen Mitteln. Die Wohnungen sollten jeweils „in sich abgeschlossen“ sein und waren mit „Balkon, Loggia und sonstigem Zubehör“ ausgestattet. Die Höfe trugen Namen nach historischen Stilrichtungen (Rolandgarten/Romanik, Hohenzollerngarten/Gotik, Elisabethgarten/Renaissance, Friedrich-Wilhelm-Garten/Barock, Friedrichsgarten/Barockelemente, Wilhelmshof/Kaiserzeit). Baubeginn war am 1. März 1903, Fertigstellung am 1. Oktober 1904.
Im Zweiten Weltkrieg wurde etwa ein Drittel der Anlage zerstört, ein weiteres Drittel in den „Sanierungen“ der 1960er Jahre abgerissen. Etwas weniger als ein Drittel blieb erhalten.

### Weitere Bau- und Entwicklungsetappen (1914–1990)

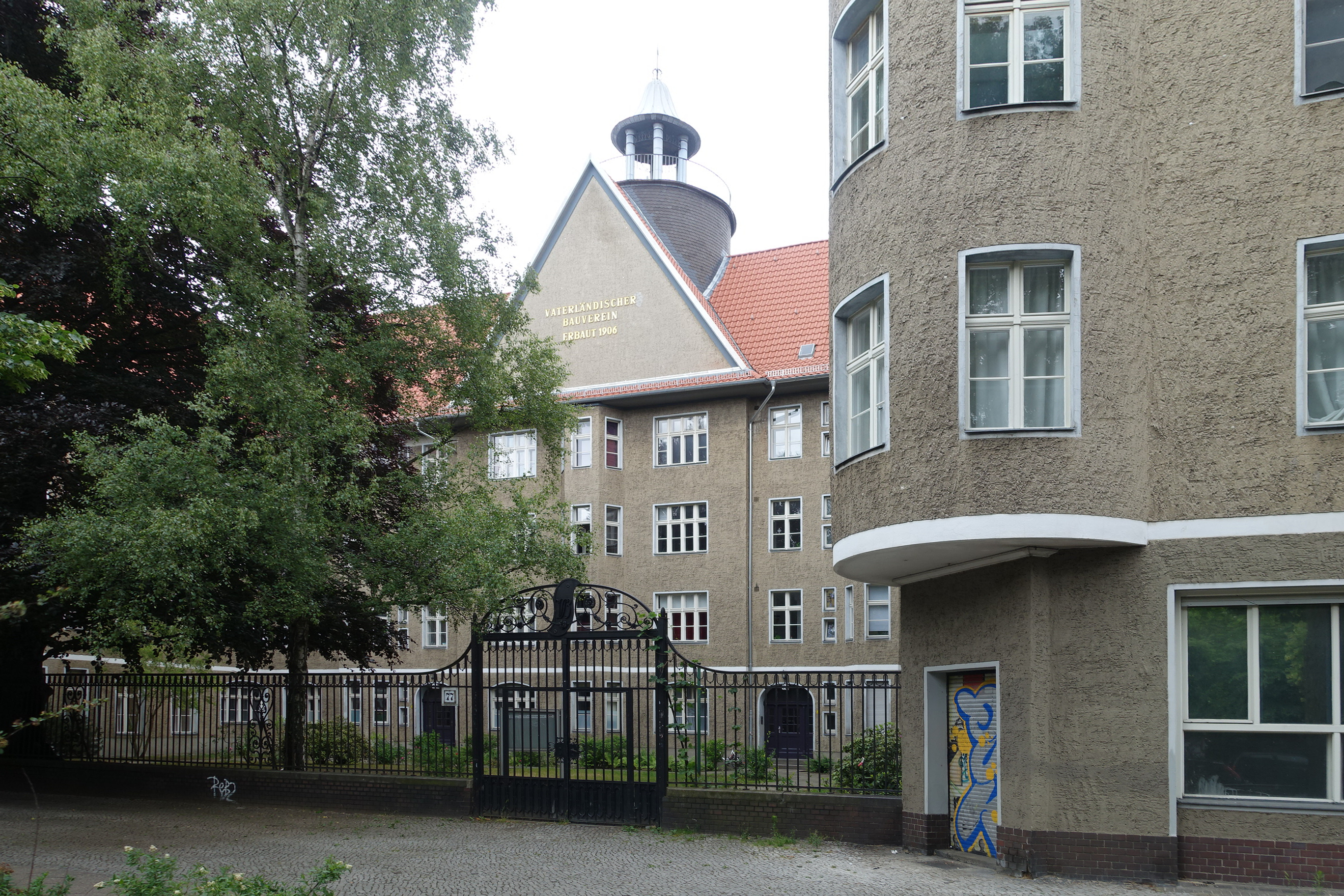
Posadowskyhaus in der Wollankstraße 75–80.

Bis zum Ersten Weltkrieg errichtete die Genossenschaft insgesamt 490 Wohnungen, darunter das Posadowskyhaus in der Wollankstraße 75–80.
Zwischen 1927 und 1929 folgte ein Großprojekt mit 172 Wohnungen auf der Barbarossahöhe in Frohnau, nach dem Konzept der Gartenstadt. Bis 1945 umfasste der Bestand 602 Wohnungen.
Nach 1945 baute die Genossenschaft, gefördert durch das Erste und Zweite Wohnungsbauförderungsgesetz, weitere Wohnungen: In den 1950er Jahren entstanden 328 neue Wohnungen, Anfang der 1960er Jahre betrug der Bestand 993 Wohnungen. Bis 1990 verdoppelte sich der Bestand durch weitere Fördermittel.

### Christliche und nationale Prägung, Wandel ab 1974
Nach dem Ersten Weltkrieg kam es erstmals zu Debatten um die christliche Prägung der Genossenschaft. Der Vorstand vermerkte in den 1920er Jahren: „Die Sinnenverwirrung drohte eine Zeit lang die christlich-nationale Grundlage des Bauvereins zu zerstören.“ In den Grundsteinlegungsurkunden der 1950er Jahre verschwand der religiöse Bezug; Formulierungen wie „mit Gottes Hilfe“ wurden nicht mehr verwendet.
Mit der Satzungsänderung 1974 entfiel die Beschränkung auf Mitglieder mit deutscher Staatsbürgerschaft. In aktuellen Satzungen und Mitgliederzeitschriften finden sich keine religiösen Bezüge mehr.

### Entwicklung seit 1990
Nach 1990 konzentrierte sich die Genossenschaft auf Werterhalt, Modernisierung und den altersgerechten Umbau des Bestands. Seit 2023 ist sie Teil der Energiegenossenschaft StadtWatt eG, um die Versorgung mit lokal produziertem Solarstrom auszubauen.

## Baubestand und Architektur
Der heutige Wohnungsbestand verteilt sich auf 34 Anlagen in drei Berliner Bezirken:
- Mitte – Gesundbrunnen: 1.420 Wohnungen, Schwerpunkt Hussitenstraße und umliegende Quartiere
- Reinickendorf – Frohnau: 328 Wohnungen in Ein- und Mehrfamilienbauten auf der Barbarossahöhe
- Steglitz-Zehlendorf – Steglitz: 330 Wohnungen in Nachkriegsbauweise

Ein Drittel der Gebäude (u. a. Teile der Deutschen Höfe) steht unter Denkmalschutz. Seit 2000 wurden rund 40 % des Bestands energetisch saniert; Fassaden und Dächer erhielten Wärmedämmung, Fenster Mehrfachverglasung, mehrere Anlagen wurden an Fernwärme angeschlossen.

## Organisation und Kennzahlen
Die Organe der Genossenschaft sind Vorstand, Aufsichtsrat und Vertreterversammlung. Der Aufsichtsrat besteht aus neun ehrenamtlichen Mitgliedern; Vorsitzender ist Christian Garbrecht-Zabel.
Kennzahlen (Geschäftsjahr 2020):
- Bilanzsumme: 115,4 Mio. €
- Eigenkapitalquote: 56,9 %
- Jahresüberschuss: 1,9 Mio. €
- Durchschnittliche Nettokaltmiete: 5,80 €/m²
- Leerstandsquote: 0,0 %

## Nachhaltigkeits- und Energieprojekte
Seit 2023 beteiligt sich der VBV an der Bürgerenergie-Genossenschaft StadtWatt eG. Ziel ist der Aufbau lokaler Solarstrom-Netze (Mieterstrommodelle) auf Dachflächen der Anlagen in Frohnau (Donnersmarckallee und Olwenstraße) und Gesundbrunnen.

## Mitgliedschaft
Die Geschäftsanteile belaufen sich auf 200 € je Anteil (mindestens vier Anteile pro Mitglied). Neue Mitglieder werden nach Warteliste aufgenommen; das lebenslange Nutzungsrecht an der Wohnung ist satzungsgemäß garantiert.